# Yanaihara Tadao

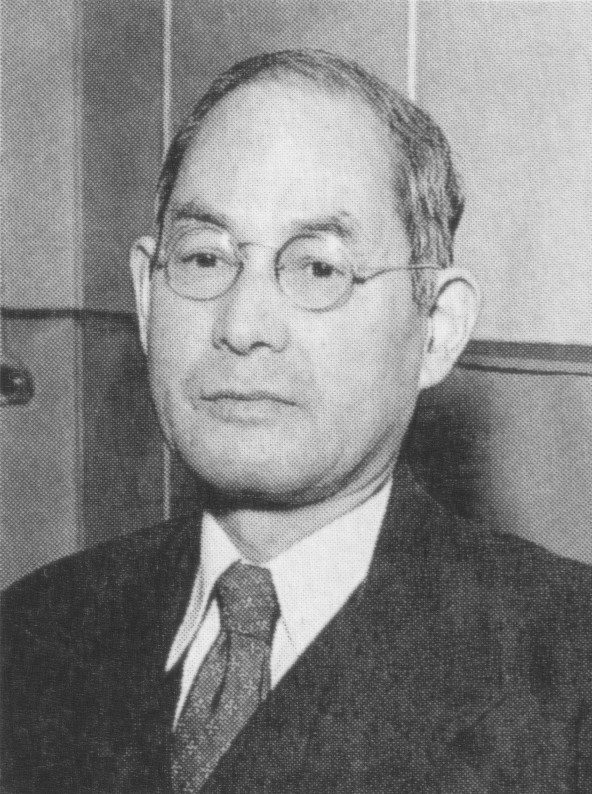
Yanaihara Tadao

Yanaihara Tadao (japanisch 矢内原 忠雄; geb. 27. Januar 1893 in der Präfektur Ehime; gest. 25. Dezember 1961) war ein christlicher japanischer Wirtschaftswissenschaftler während der Shōwa-Zeit.

## Leben und Werk
Yanaihara Tadao machte seinen Abschluss in Wirtschaftswissenschaften an der Universität Tokio, arbeitete eine Zeitlang für die Firma Sumitomo und wurde 1923 Professor für Kolonialpolitik. In dieser Funktion lehrte er über Kolonialpolitik nicht nur Japans, sondern auch des Auslands. Sein Standpunkt war der eines christlich Sozialisten, stark beeinflusst von den Ideen der Denker Uchimura Kanzō, Nitobe Inazō und Yoshino Sakuzō, insbesondere durch Uchimuras Konzept des „nichtkirchlichen Christentums“ (無教会主義, Mukyōkai shugi). 
In den dreißiger Jahren wurde Yanaihara zum Kritiker der japanischen Kolonialpolitik, angefangen mit dem Einfall in die Mandschurei 1931. Er wurde von Kollegen vom rechten Flügel angegriffen, und zwar für seine Artikel für das Magazin Chūō Kōron, in denen er sich kritisch zur japanischen Außenpolitik äußerte. Schließlich gab er im Dezember 1935 seine Professur auf.
Yanaihara verbrachte die Kriegsjahre mit christlich-pazifistisch motivierten Aktivitäten, kehrte 1945 nach Tokio an die Universität zurück. Er unterrichtete nun internationale Wirtschaftslehre, gründete das „Social Science Research Institute“ (東京大学社会科学研究所, Tōkyō daigaku shakaikagaku kenkyūjo) und wurde ihr erster Direktor. Von 1951 bis 1957 war er Präsident der Universität Tokio.
Yanaihara hinterließ zahlreiche Werke, die meisten zur imperialistischen Kolonialpolitik und zum Christentum, so „Shokumin oyobi shokumin seisaku“ (植民及植民政策), „Kolonisatoren und Kolonisationsplanung“, 1926 oder „Kirisutokyō nyūmon“ (キリスト教入門) „Das Christentum, eine Einführung“, 1952. Von 1963 bis 1964 erschien im Verlag Iwanami Shoten eine Gesamtausgabe seiner Schriften „Yanaihara Tadao Zenshū“ (矢内原忠雄全集) in 29 Bänden.